# Acacia gracilenta
Acacia gracilenta — вид квіткових рослин з родини бобових. Ареал: Австралія (Північна територія).

## Середовище
Він зустрічається в піщаних ґрунтах на плато та в ущелинах, часто на схилах біля річок і струмків, росте в чагарниках, відкритих евкаліптових лісах або лісах аллосинкарпія.

## Біоморфологічна характеристика
Це кущ до 3 метрів заввишки, цвіте і плодоносить у квітні, травні і серпні. Він має коричневу або сіру кору. Гілочки від блідо- до яскраво-зеленого кольору, голі або іноді злегка волохаті. Філодії зустрічаються поодиноко, але іноді з'являються парами, вони мають більш-менш лінійну форму, яка може бути дуже вузькоеліптичною. Яскраво-зелені філодії плоскі, прямі або дуже неглибоко зігнуті, мають довжину від 2 до 10 см і ширину від 1 до 6 мм і мають один видатну середню жилку. Поодинокі циліндричні колоски мають довжину від 2 до 5,5 см і ширину від 3,5 до 6,5 мм з золотистими квітками. Голі коричневі стручки, що нагадують нитку намистин, від вигнутих до відкрито згорнутих, від 2 до 12 см у довжину й від 2,5 до 4 мм ушир. Насіння всередині розташоване поздовжньо.